# Gurugu
Gurugu är ett periodiskt vattendrag i Ghana. Det ligger i den centrala delen av landet, 400 km norr om huvudstaden Accra.